# Pleasanton (Nebraska)
Pleasanton je selo u američkoj saveznoj državi Nebraska. Prema popisu stanovništva iz 2010. u njemu je živjelo 341 stanovnika.